# Kościół Boży w Piekarach Śląskich
Kościół Boży w Piekarach Śląskich – nieistniejący zbór Kościoła Bożego, który działał w Piekarach Śląskich i był społecznością protestancką o charakterze zielonoświątkowym.
Nabożeństwa odbywały się w każdą niedzielę o godz. 11 i czwartek o godz. 18 przy ul. Wyszyńskiego 15.